# Martí Casals i Echegaray
Martí Casals i Echegaray (Mendoza, Argentina, 1903 - Barcelona, 1983) va ser un metge català.
Es llicencià en Medicina a Barcelona l'any 1928. Desenvolupà la seva carrera professional com a metge rural als municipis de Santa Cristina d'Aro, Castell d'Aro, Platja d'Aro i Fenals (Baix Empordà) des de 1934 fins al 1969. Esdevingué un gran especialista en Pneumologia. La seva residència la va establir a Sant Feliu de Guíxols.
Va ser un metge de poble molt conegut i era un viu defensor de la medicina humanista, essent apreciat i valorat pels grans noms de la medicina catalana com Josep Trueta i Raspall, A. Puigvert i A. Pedro  Pons.
Se'l coneixia popularment com el metge pagès de la vall d'Aro.

## Biografia
Martí Casals i Echegaray nasqué a Mendoza (Argentina) el 18 de desembre de l'any 1903. De jove vingué a estudiar a Catalunya, primer a Igualada i després inicià la carrera de Medicina (1922-1926) compaginant els estudis entre les facultats de Barcelona i Madrid. Es llicencià el 1928.
Del 1929 al 1932 tornà a l'Argentina on treballaria a la zona rural dels camps petrolífers de Salta assistint a la població índia. Aquesta experiència com a metge rural fou decisiva per ser nomenat cap del Servei de Medicina de l'Hospital Carlos Ponce de Mendoza.
El 16 de març de 1934 Martí Casals va tornar a Catalunya, concretament a Castell d'Aro, per ocupar la vacant de metge de poble que deixava el Dr. Josep Mª Rubió. A partir d'aquesta data i durant més de 30 anys estaria al servei dels habitants de l'Anella d'Aro (Santa Cristina d'Aro, Castell d'Aro, Platja d'Aro i Fenals) i dels de les masies de la contrada. Obrí dos consultoris propis: un a Sant Feliu de Guíxols, al carrer Maragall, i el segon a Castell d'Aro.
Es va casar amb Adela Caus Bosch i tingué tres fills, dues nenes, Adela i Ma. Lluïsa, i un nen, en Pau.
El Dr. Martí Casals exercí la medicina en plena època de la postguerra espanyola. Va ser un període on l'escassetat d'aliments, les restriccions energètiques i en definitiva, les males condicions de vida, facilitaren l'aparició de malalties com la tuberculosi, els tifus i malalties venèries.
Interrogava de manera exhaustiva als seus pacients. Es dotà d'un utillatge i aparells mèdics propis per assistir als malalts i actualitzava els seus coneixements a través de contactes, bibliografia i revistes especialitzades. No comptava amb les ajudes que sí que es tenien a ciutat.
En aquest sentit fou importantíssima la col·laboració que va mantenir el Dr. Casals amb els farmacèutics Sixt Ruscalleda i el seu fill Narcís Ruscalleda, guarint, amb tractaments mèdics molt enginyosos i fórmules magistrals, a molta gent de la Vall d'Aro, en uns moments en què mancaven els antibiòtics per fer front a les pneumònies i la tuberculosi
El treball incansable del Dr. Casals i l'experiència en tractar aquestes malalties respiratòries van ser decisius perquè esdevingués un gran especialista en pneumologia.
Tractava igual a tothom, sense distinció de classes, tant a la persona del barri marginal de Sant Feliu com a l'eminent intel·lectual o a la personalitat de la reialesa europea que feia estada de vacances a l'Hotel La Gavina de S'Agaró en plena Costa Brava, on estava contractat.
Un dels pacients que va tractar el Dr. Martí Casals el 1946, arran d'una lleu indisposició, va ser el Dr. Robert Macintosh, convidat pel Dr. Josep Soler Roig a passar uns dies de descans a la costa.
El Dr. Macintosh era catedràtic d'anestesiologia de la Universitat d'Oxford i se'l considera el pare de l'anestesiologia moderna. Ambdós personatges van simpatitzar ben aviat, per raons diferents.
El Dr. Macintosh quedà sorprès per la figura discreta i espontània del Dr. Martí, personalitat que no tenia res a veure amb cap metge que havia conegut fins llavors. La senzillesa d'en Casals i el tracte exquisit que oferia als seus pacients pagesos i pescadors, tan allunyats de la classe benestant a la que solia tractar el doctor anglès, i el treball ingent que el metge català feia amb tan pocs medis, el varen seduir.
El Dr. Casals, per l'altra banda, va quedar impressionat pels coneixements amplíssims del doctor Macintosh i també per la seva personalitat; tant, que volgué que els seus tres fills estudiessin Medicina i s'especialitzessin en Anestesiologia i reanimació.
Naixeria temps després la que es coneix com la saga dels anestesiòlegs Casals Caus.
El 1955 va ser nomenat Inspector Municipal de Sanitat de Castell d'Aro. La seva tasca era informar de les pràctiques adequades per a la salut de les persones i alertar de les que es feien inadequadament.
El 1956 Martí Casals formà part de l'equip mèdic de la plaça de toros de Sant Feliu juntament amb la seva filla Adela, anestesiòloga, i el cirurgià Jordi Olsina.
En Casals va exercir la medicina fins a l'any 1969, obligat a deixar-la a causa de la Malaltia de Parkinson que patia. El 1974 s'instal·là a casa del seu fill Pau a Barcelona on hi visqué fins a la vigília de Nadal de 1983, data de la seva mort.

## Llegat
El 7 de gener de 2002 Pau Casals Caus i Montserrat Castells feren donació al Museu d'Història de Sant Feliu de Guíxols del conjunt d'objectes mèdics i altre material que havia comprat i utilitzat el Dr. Martí Casals Echegaray en l'exercici de la seva professió.
La donació conté un total de 850 peces de les quals 224 són mobiliari i 626 són instruments mèdics. Aquesta col·lecció es conserva al Museu d'Història de Sant Feliu de Guíxols, concretament a l'Espai del Metge i de la Salut Rural, que es creà l'any 2005. Es tracta d'un centre de referència pel que fa al patrimoni dedicat a la salut i a la medicina al món rural. També conté 170 documents en format llibre que es conserven a l'Arxiu de Sant Feliu de Guíxols.
El fet que el Dr. Martí Casals disposés de consultoris propis fou decisiu perquè la col·lecció sigui avui una realitat. El treball aïllat del metge rural respecte als hospitals de les ciutats va determinar que adquirís de manera privada aparells i utillatge per realitzar la seva labor, en alguns casos fins a dues còpies per tenir recanvis.
Els aparells mèdics de la col·lecció corresponen a dotze especialitats diferents: anestesiologia, Cirurgia i transfusions, Farmacèutica i laboratori, Ginecologia i obstetrícia, medicina general, medicina interna, odontologia, oftalmologia, otorrinolaringologia, pneumologia, traumatologia i urologia.

## Homenatges
El Dr. Martí Casals era un personatge emblemàtic de la Vall d'Aro, recordat i respectat per molta gent.
Les institucions municipals de la Vall d'Aro l'han homenatjat posant el seu nom a dos carrers: un a Santa Cristina d'Aro i l'altre a Sant Feliu de Guíxols.
També dona nom al CAP Martí Casals de Santa Cristina d'Aro i a la Càtedra Martí Casals de Medicina i Salut en l'Àmbit Rural de la Universitat de Girona.